# Climene (figlia di Etra)
Climene (in greco antico: Κλυμένη?, Klyménē) è un personaggio della mitologia greca, figlia di Etra ed ancella di Elena.

## Mitologia
Suo padre era Pitteo ed era sorellastra di Teseo, nonché nipote di Menelao in quanto Ditti Cretese sostiene che Atreo, padre di Menelao, e suo padre (Pitteo) fossero fratelli..
Omero la cita come ancella di Elena assieme alla madre prima della caduta di Troia; le liberarono i nipoti Demofonte e Acamante quando Troia fu presa.